# Llista d'episodis de Diaris de Vampirs
Diaris de Vampirs és una sèrie de televisió estatunidenca de drama sobrenatural.
La sèrie consta de cinc temporades de 22 capítols cadascuna. Als Estats Units, la primera temporada va començar el 10 de setembre de 2009 i a data de gener de 2014 s'està emetent la cinquena
A Catalunya, la primera temporada de la sèrie es va emetre a TV3 a l'estiu de 2010, mentre que les temporades 2 i 3 es varen estrenar al 3XL el 2011 i 2012 respectivament.

## Temporades
| Temporada | Temporada | Episodis | Duració als Estats Units                    | Duració a Catalunya                           | Duració a Catalunya |
| --------- | --------- | -------- | ------------------------------------------- | --------------------------------------------- | ------------------- |
|           | 1         | 22       | 10 de setembre de 2009 - 13 de maig de 2010 | 22 de juliol de 2010 - 30 de setembre de 2010 |                     |
|           | 2         | 22       | 9 de setembre de 2010 - 12 de maig de 2011  | 8 de juny de 2011 - 2 de novembre de 2011     |                     |
|           | 3         | 22       | 15 de setembre de 2012 - 10 de maig de 2012 | 10 d'abril de 2012 - 4 de setembre de 2012    |                     |
|           | 4         | 23       | 11 d'octubre de 2012 - 16 de maig de 2013   | ? - ?                                         |                     |
|           | 5         | 22       | 3 d'octubre de 2013 - ?                     | ? - ?                                         |                     |

## Llista d'episodis

### Primera temporada
| # | #  | Títol                                 | Directors        | Guionistes                                       | Data d'estrena als Estats Units | Data d'estrena a Catalunya |
| 1 | 1  | Pilot                                 | Marcos Siega     | Kevin Williamson & Julie Plec                    | 10 de setembre de 2009          | 22 de juliol de 2010       |
| Creieu que coneixeu els vampirs? Doncs no. I l'Elena Gilbert tampoc, però està a punt de fer-ho. Dos germans molt diferents, un de bo i l'altre malvat, tots dos vampirs, aviat entraran en guerra per la seva ànima. El poble de Mystic Falls, Virgínia, mai més no tornarà a ser el que era. |    |                                       |                  |                                                  |                                 |                            |
| |    |                                       |                  |                                                  |                                 |                            |
| 2 | 2  | La nit del cometa                     | Marcos Siega     | Kevin Williamson & Julie Plec                    | 17 de setembre de 2009          | 22 de juliol de 2010       |
| Mystic Falls es prepara per celebrar el pas d'un cometa. La Vicki continua ingressada mentre es recupera de l'atac que va patir i del qual no recorda gaire cosa. L'Stefan va fins a l'hospital i utilitza les seves habilitats per intentar assegurar-se que la noia no recordi què va passar en realitat, però és interromput amb l'arribada d'en Matt, el germà de la Vicki. En Jeremy continua tenint dificultats a l'escola i amb els seus sentiments per la Vicki. El professor Tanner convoca la tia Jenna i li insinua que està fracassant en el seu paper de tutora, especialment en el cas d'en Jeremy. L'Elena decideix anar a casa dels Salvatore per parlar amb l'Stefan, però en lloc d'ell hi troba el seu encantador germà, en Damon, que li revela informació sorprenent del passat de l'Stefan. Quan aquest arriba a casa, l'Elena se sent confusa i sobretot incòmoda quan s'adona que l'Stefan no s'alegra de veure-la allà. |    |                                       |                  |                                                  |                                 |                            |
| |    |                                       |                  |                                                  |                                 |                            |
| 3 | 3  | Les mossegades de divendres al vespre | John Dahl        | Barbie Kligman & Bryan M. Holdman                | 24 de setembre de 2009          | 29 de juliol de 2010       |
| L'Elena intenta ignorar les advertències de Bonnie sobre les inquietants vibracions que li va donar l'Stefan. En Tyler vol posar-lo en evidència i li llança una pilota de futbol americà, però l'Stefan l'entoma sense gaire esforç i l'hi torna. Deixa tothom bocabadat amb el seu estil. A contracor, el senyor Tanner l'accepta a l'equip de futbol. |    |                                       |                  |                                                  |                                 |                            |
| |    |                                       |                  |                                                  |                                 |                            |
| 4 | 4  | Llaços familiars                      | Guy Ferland      | Andrew Kreisberg & Brian Young                   | 1 d'octubre de 2009             | 29 de juliol de 2010       |
| Elena demana a Stefan que l'acompanyi a la festa anual del fundador del poble. Vicki aconsegueix que Tyler li proposi d'anar junts a la festa i després l'acusa de voler amagar la seva relació a la família. En Zach revela un secret familiar molt útil a Stefan. |    |                                       |                  |                                                  |                                 |                            |
| |    |                                       |                  |                                                  |                                 |                            |
| 5 | 5  | Per mi estàs mort en vida             | Kevin Bray       | Sean Reycraft & Gabrielle Stanton                | 8 d'octubre de 2009             | 5 d'agost de 2010          |
| L'Stefan confia que el seu pla per desempallegar-se de Damon funcioni i decideix desvelar episodis del seu passat a l'Elena. L'Elena i la Jenna estan amoïnades per la relació entre el Jeremy i la Vicki. Durant una iniciativa per recaptar diners, que consisteix a rentar cotxes, la Bonnie se sorprèn a si mateixa amb habilitats que no sabia ni que posseïa i demana consell a la seva àvia. |    |                                       |                  |                                                  |                                 |                            |
| |    |                                       |                  |                                                  |                                 |                            |
| 6 | 6  | Noies perdudes                        | Marcos Siega     | Kevin Williamson & Julie Plec                    | 15 d'octubre de 2009            | 5 d'agost de 2010          |
| L'Elena exigeix a l'Stefan una explicació sobre els esdeveniments espantosos que tenen lloc a Mystic Fall. Mitjançant salts enrere, l'Stefan descriu com va començar la seva rivalitat amb en Damon. Tornant al present, el Damon, impulsivament, pren el control del futur de la Vicki, que fuig confosa i esglaiada. La xèrif Forbes i el major Lockwood prenen mesures per protegir el poble. |    |                                       |                  |                                                  |                                 |                            |
| |    |                                       |                  |                                                  |                                 |                            |
| 7 | 7  | Turmentada                            | Ernest Dickerson | Kevin Williamson & Julie Plec & Andrew Kreisberg | 29 d'octubre de 2009            | 12 d'agost de 2010         |
| A mesura que la Vicki esdevé cada cop més perillosa, l'Stefan mira d'ajudar-la. Mentrestant, l'Elena intenta convèncer el Jeremy de mantenir-se'n allunyat. La Carolina dona a en Bonnie un collaret que va agafar al Damon per dur-lo amb la disfressa de Halloween, i quan aquest l'intenta recuperar queda sobtat amb les habilitats d'en Bonnie. |    |                                       |                  |                                                  |                                 |                            |
| |    |                                       |                  |                                                  |                                 |                            |
| 8 | 8  | Cent seixanta-dues espelmes           | Rick Bota        | Barbie Kligman & Gabrielle Stanton               | 5 de novembre de 2009           | 12 d'agost de 2010         |
| El dia del seu aniversari, l'Stefan rep una visita de la Lexi,una de les seves amigues més antigues. Encara trasbalsada pel que va passar a la casa encantada la nit de Halloween, l'Elena s'esforça per mantenir-se allunyada de l'Stefan, però la Lexi li dona un consell que ella no havia demanat. Mentrestant, l'Elena i la Jenna s'estranyen pel canvi de comportament de el Jeremy, i la Caroline mira de recuperar el medalló que va li deixar la Bonnie. |    |                                       |                  |                                                  |                                 |                            |
| |    |                                       |                  |                                                  |                                 |                            |
| 9 | 9  | La història es repeteix               | Marcos Siega     | Bryan M. Holdman & Brian Young                   | 12 de novembre de 2009          | 19 d'agost de 2010         |
| El nou i misteriós professor d'història, Alaric Saltzman dona un descans a Jeremy i aquest decideix presentar-li Jenna. Bonnie té malsons horripilants sobre un avantpassat seu. Malgrat els esforços d'Elena, Bonnie i Caroline continuen discutint pel medalló. Les noies celebren una sessió d'espiritisme perquè els ajudi a decidir què han de fer, però els resultats són més estranys del que s'esperaven. |    |                                       |                  |                                                  |                                 |                            |
| |    |                                       |                  |                                                  |                                 |                            |
| 10 | 10 | El moment decisiu                     | J. Miller Tobin  | Kevin Williamson & Julie Plec & Barbie Kligman   | 19 de novembre de 2009          | 19 d'agost de 2010         |
| Després de llegir el diari que va deixar un avantpassat dels Gilbert, Jeremy s'inspira i decideix recuperar el seu passatemps preferit que va deixar de banda amb la mort dels seus pares: dissenyar criatures fantàstiques. Per gran sorpresa dels seus amics, Matt i Caroline continuen sortint junts. Quan la xèrif Forbes comenta a Damon que hi ha hagut un altre atac, aquest s'ofereix per localitzar l'assassí. |    |                                       |                  |                                                  |                                 |                            |
| |    |                                       |                  |                                                  |                                 |                            |
| 11 | 11 | Consanguinitats                       | David Barrett    | Kevin Williamson & Julie Plec & Sean Reycraft    | 21 de gener de 2010             | 19 d'agost de 2010         |
| Damon viatja a Geòrgia i agafa per sorpresa un antic amor, Bree. Damon li demana que li doni un cop de mà per trobar la manera d'obrir la tomba. Durant el procés, Damon es troba cara a cara amb algú decidit a fer-li pagar els errors del passat. Stefan es confessa a Grams en un intent d'ajudar Bonnie a superar les seves pors i acceptar els poders que té. |    |                                       |                  |                                                  |                                 |                            |
| |    |                                       |                  |                                                  |                                 |                            |
| 12 | 12 | Un poble molt desagradable            | Liz Friedlander  | Barbie Kligman & Brian Young                     | 28 de gener de 2010             | 26 d'agost de 2010         |
| Mentre l'Stefan i el Damon miren d'esbrinar la identitat del nou vampir del poble, l' Stefan entrega a l'Elena unes joies plenes de berbena per protegir la seva família i els amics. En Matt necessita diners i accepta una feina al Mystic Grill, on treballa el que havia estat el millor jugador de futbol americà de l'institut, d'el Ben. El Ben intervé per ajudar la Bonnie quan s'adona que el Damon l'està molestant. |    |                                       |                  |                                                  |                                 |                            |
| |    |                                       |                  |                                                  |                                 |                            |
| 13 | 13 | Els fills dels condemnats             | Marcos Siega     | Kevin Williamson & Julie Plec                    | 4 de febrer de 2010             | 26 d'agost de 2010         |
| Amb salts enrere en el temps, l'Stefan i en Damon recorden accions d'un passat remot protagonitzades per antics habitants del poble, entre els quals el seu pare, el Giuseppe Salvatore i Pearl, que van desembocar en els desastrosos esdeveniments que van provocar el seu distanciament. Tornant al present, la Bonnie queda amb en Ben, però la cita pren un gir espaordidor. L'Elena ajuda l'Stefan. |    |                                       |                  |                                                  |                                 |                            |
| |    |                                       |                  |                                                  |                                 |                            |
| 14 | 14 | Si m'enganyes una vegada              | Marcos Siega     | Brett Conrad                                     | 11 de febrer de 2010            | 26 d'agost de 2010         |
| L'Stefan rescata l'Elena i la Bonnie d'una situació perillosa. En Jeremy demana a l'Anna si el vol acompanyar a una festa al bosc, ignorant que ella té les seves pròpies raons per voler-hi anar junts. L'Stefan, el Damon i l'Elena col·laboren amb la Bonnie i el Grams per obrir la tomba i tots queden petrificats amb el que descobreixen. |    |                                       |                  |                                                  |                                 |                            |
| |    |                                       |                  |                                                  |                                 |                            |
| 15 | 15 | Uns quants homes bons                 | Joshua Butler    | Brian Young                                      | 25 de març de 2010              | 2 de setembre de 2010      |
| El Matt i la Caroline estan sorpresos amb la sobtada reaparició de la mare d'en Matt, la Kelly. L'Stefan i l'Elena estan preocupats pel canvi d'actitud de el Damon. La xèrif Forbes demana al Damon que participi en una subhasta de solters per recaptar fons. L'Alaric descobreix secrets esfereïdors del seu propi passat. Amb l'ajuda de la Jenna i l'Stefan, l'Elena està decidida a esbrinar qualsevol cosa de la seva mare biològica, però la veritat potser la superarà. |    |                                       |                  |                                                  |                                 |                            |
| |    |                                       |                  |                                                  |                                 |                            |
| 16 | 16 | Adéu al veïnat                        | Kevin Bray       | Bryan Oh & Andrew Chambliss                      | 1 d'abril de 2010               | 2 de setembre de 2010      |
| L'Anna va a visitar en Damon acompanyada d'un visitant inesperat. L'Elena i l'Stefan queden amb la Caroline i el Matt en el que sembla una situació prou estranya, però els dos nois troben que tenen molts punts en comú. La Jenna es retroba amb una antiga amiga, la Kelly i la relació d'en Jeremy i l'Anna pren un nou rumb. |    |                                       |                  |                                                  |                                 |                            |
| |    |                                       |                  |                                                  |                                 |                            |
| 17 | 17 | Deixeu-la entrar                      | Dennis Smith     | Julie Plec & Brian Young                         | 8 d'abril de 2010               | 2 de setembre de 2010      |
| L'Stefan i el Damon han fet un nou enemic i, de cop i volta, l'Stefan es troba en una situació perillosa. El Damon i l'Elena miren de convèncer l'Alaric perquè els ajudi a salvar l'Stefan. En Matt espera que la seva mare, la Kelly, hagi tornat per quedar-se. El cotxe de la Caroline s'espatlla durant una tempesta i ella fa un descobriment horripilant que deixa glaçats tots els habitants del poble. |    |                                       |                  |                                                  |                                 |                            |
| |    |                                       |                  |                                                  |                                 |                            |
| 18 | 18 | Controlat                             | David Von Ancken | Barbie Kligman & Andrew Chambliss                | 15 d'abril de 2010              | 9 de setembre de 2010      |
| Mentre Stefan lluita per controlar la nova situació en què es troba, Elena i Jeremy queden sorpresos amb la visita del seu oncle, John Gilbert. Alaric té una xerrada molt peculiar amb Elena sobre Isobel. En la celebració del Dia del Fundador, Stefan mostra una actitud festiva poc habitual en ell i els intents de Damon per esbrinar per què l'oncle John ha tornat al poble acaben malament. |    |                                       |                  |                                                  |                                 |                            |
| |    |                                       |                  |                                                  |                                 |                            |
| 19 | 19 | Miss Mystic Falls                     | Marcos Siega     | Bryan Oh & Caroline Dries                        | 22 d'abril de 2010              | 9 de setembre de 2010      |
| En la gala del Dia del Fundador, Elena i Caroline competeixen pel títol 'Miss Mystic Falls' contra altres noies del poble, com ara Amber Bradley. Elena està contenta de saber que Bonnie ha tornat, però aquesta encara té alguns temes pendents. John Gilbert mira d'intimidar Damon, però el seu pla no surt com tenia previst. Damon descobreix que Stefan amaga un secret perillós que podria afectar tots els habitants del poble. |    |                                       |                  |                                                  |                                 |                            |
| |    |                                       |                  |                                                  |                                 |                            |
| 20 | 20 | Germans de sang                       | Liz Friedlander  | Kevin Williamson & Julie Plec                    | 29 d'abril de 2010              | 16 de setembre de 2010     |
| Mentre l'Stefan s'esforça per acceptar el seu passat, tant ell com el seu germà confessen parts de la seva història a l'Elena, fins que ella finalment acaba sabent la veritat de per què es van convertir en vampirs. La Pearl té un enfrontament seriós amb enJohn Gilbert. En Damon i l'Alaric intenten localitzar un invent misteriós abans que en John. Mentrestant, l'amistat i el flirteig entre el Jeremy i l'Anna va agafant més força. |    |                                       |                  |                                                  |                                 |                            |
| |    |                                       |                  |                                                  |                                 |                            |
| 21 | 21 | Isobel                                | J. Miller Tobin  | Caroline Dries & Brian Young                     | 6 de maig de 2010               | 23 de setembre de 2010     |
| Isobel torna al poble i deixa Alaric atordit amb la seva actitud quan li exigeix que li prepari una trobada amb Elena. Quan mare i filla finalment es veuen les cares, Isobel es nega a respondre la majoria de preguntes d'Elena, però li revela que res no l'aturarà per localitzar l'invent misteriós que Johnathan Gilbert ha estat buscant. Les accions perilloses d'Isobel fan que Stefan, Damon i Bonnie hi intervinguin per ajudar Elena afrontar la situació. |    |                                       |                  |                                                  |                                 |                            |
| |    |                                       |                  |                                                  |                                 |                            |
| 22 | 22 | El dia dels fundadors                 | Marcos Siega     | Bryan Oh & Andrew Chambliss                      | 13 de maig de 2010              | 23 de setembre de 2010     |
| Arriba el Dia del Fundador i tothom està enfeinat amb els preparatius de les carrosses i els focs d'artifici. Stefan se sent incòmode davant la nova actitud de Damon amb Elena, però ella està més amoïnada per arreglar la seva relació amb Jeremy. Jeremy està preocupat per Anna, però no està segur de si compta amb ell pels seus últims plans de futur. Caroline gaudeix del seu dia com a reina de la festa i mira d'ajudar Matt i Tyler a recuperar la seva amistat. |    |                                       |                  |                                                  |                                 |                            |
| |    |                                       |                  |                                                  |                                 |                            |

### Segona temporada
| # | #  | Títol                 | Directors        | Guionistes                                 | Data d'estrena als Estats Units | Data d'estrena a Catalunya |
| 23 | 1  | El retorn             | J. Miller Tobin  | Kevin Williamson & Julie Plec              | 9 de setembre de 2010           | 8 de juny de 2011          |
| Amb l'inici de la segona temporada, es reprèn l'acció en la mateixa nit del darrer episodi de la passada temporada, i l'Elena arriba a casa i es troba en un malson quan descobreix el destí de l'oncle John i d'en Jeremy. A l'hospital, la xèrif Forbes rep el consol d'en Matt, la Bonnie i en Damon mentre espera sentir que la seva filla, la Caroline, sobreviurà a l'accident de cotxe. Després d'una conversa desconcertant amb l'Elena sobre els fets de la nit, en Damon és el primer que s'adona que la Katherine ha tornat. L'arribada de la Katherine envia l'Stefan i en Damon al camí per descobrir què és el que vol, per què ha tornat i quin tipus d'amenaça representa per a la gent que s'estimen. D'altra banda, encara recuperant-se de la mort del seu pare, en Tyler queda sorprès quan el seu oncle encantador i misteriós, en Mason Lockwood, arriba per consolar la família. |    |                       |                  |                                            |                                 |                            |
| |    |                       |                  |                                            |                                 |                            |
| 24 | 2  | Un món feliç          | Allan Kroeker    | Matthew Miller                             | 16 de setembre de 2010          | 15 de juny de 2011         |
| Quan una Caroline confusa i desesperada abandona l'hospital i queda amb els seus amics al Mystic Falls Carnival, en Damon vol actuar de seguida, però l'Stefan i l'Elena surten a defensar la Caroline. En Matt està completament desconcertat pel comportament de la Caroline, però continua intentant exposar-li els sentiments que té cap a ella. Mentrestant, en Damon sospita de l'oncle d'en Tyler, en Mason, i s'aprofita de la seva personalitat volàtil per intentar que aquest reveli el seu secret. Afectada per tot el que passa al seu voltant, la Bonnie ho paga amb en Damon. |    |                       |                  |                                            |                                 |                            |
| |    |                       |                  |                                            |                                 |                            |
| 25 | 3  | Surt la lluna adversa | Patrick Norris   | Andrew Chambliss                           | 23 de setembre de 2010          | 22 de juny de 2011         |
| L'Elena, en Damon i l'Alaric emprenen un viatge per carretera cap a la Duke University per buscar entre les investigacions de l'Isobel sobre el folklore i els fenòmens paranormals, per intentar descobrir alguna pista sobre el misteri que envolta la família Lockwood. Una exalumna de l'Isobel, la Vanessa, s'ofereix a guiar-los en la seva recerca i, finalment, aprèn la lliçó. L'Stefan es troba cara a cara amb un nou perill al bosc i en Tyler fa un descobriment impactant sobre en Mason. |    |                       |                  |                                            |                                 |                            |
| |    |                       |                  |                                            |                                 |                            |
| 26 | 4  | Temps de records      | Rob Hardy        | Caroline Dries                             | 30 de setembre de 2010          | 29 de juny de 2011         |
| L'Stefan pren mesures dràstiques per esbrinar el motiu verdader pel qual la Katherine ha tornat a Mystic Falls, i queda sorprès quan ella revela nous secrets sobre què va passar realment el 1864. En Damon utilitza una nova tàctica per resoldre els seus problemes amb en Mason, però sembla costós. Mentrestant, en Tyler convenç en Mason perquè li expliqui la veritat sobre els Lockwoods, i quan la Katherine li dona un ultimàtum, l'Stefan i l'Elena es queden gairebé sense opcions. |    |                       |                  |                                            |                                 |                            |
| |    |                       |                  |                                            |                                 |                            |
| 27 | 5  | Mata o et mataran     | Jeff Woolnough   | Mike Daniels                               | 7 d'octubre de 2010             | 6 de juliol de 2011        |
| En Tyler descobreix més informació sobre la maledicció de la família Lockwood gràcies a en Mason. L'Stefan i en Damon discuteixen sobre com se les han d'arreglar amb en Mason. L'Elena mira d'evitar que en Jeremy s'involucri més en el misteri dels Lockwood, però aquest, per la seva banda, vol passar més estona amb en Tyler. En Mason proporciona a la xèrif Lockwood algunes informacions esfereïdores que ens condueixen cap a una nit de violència, confessions i desenganys. |    |                       |                  |                                            |                                 |                            |
| |    |                       |                  |                                            |                                 |                            |
| 28 | 6  | El pla B              | John Behring     | Elizabeth Craft & Sarah Fain               | 21 d'octubre de 2010            | 13 de juliol de 2011       |
| Tot i els esforços de l'Elena per mantenir en Jeremy fora de perill, aquest s'ofereix per ajudar en Damon i l'Alaric a apropar-se a la Katherine. La xèrif Forbes i la Caroline comparteixen uns instants estranys com a mare/filla. La Bonnie descobreix accidentalment noves informacions sobre en Mason i les comparteix amb l'Stefan, fet que causa que en Damon faci front a l'assumpte pel seu propi peu. |    |                       |                  |                                            |                                 |                            |
| |    |                       |                  |                                            |                                 |                            |
| 29 | 7  | Ball de màscares      | Charles Beeson   | Kevin Williamson & Julie Plec              | 28 d'octubre de 2010            | 20 de juliol de 2011       |
| L'Stefan i en Damon decideixen apropar-se a la Katherine al ball de màscares dels Lockwood mitjançant una altra estratègia. La Katherine recorre a una antiga amistat, la Lucy, perquè vagi al ball amb ella. La Bonnie, en Jeremy i l'Alaric, tots plegats, fan el que poden per ajudar l'Stefan i en Damon, però la Katherine té una sorpresa planejada que cap dels tres havia previst. Les coses empitjoren quan en Matt i en Tyler comencen a fer copes amb els seus amics. |    |                       |                  |                                            |                                 |                            |
| |    |                       |                  |                                            |                                 |                            |
| 30 | 8  | Rose                  | Liz Friedlander  | Brian Young                                | 4 de novembre de 2010           | 27 de juliol de 2011       |
| L'Stefan i en Damon ofereixen la seva ajuda a l'Elena i, durant el procés, descobreixen coses noves sobre la gent, els vampirs i els fets de temps remots. En Jeremy dona un cop de mà a la Bonnie després que aquesta hagi fet un encanteri complicat i esgotador, i la Caroline fa el que està a les seves mans per fer-ho tot més fàcil per en Tyler. A banda d'això, l'Stefan i en Damon arriben a un nou acord. |    |                       |                  |                                            |                                 |                            |
| |    |                       |                  |                                            |                                 |                            |
| 31 | 9  | La Katerina           | J. Miller Tobin  | Andrew Chambliss                           | 11 de novembre de 2010          | 3 d'agost de 2011          |
| LElena es posa en una situació perillosa mentre busca la veritat sobre el passat de la Katherine i què li repara el seu futur. Sabent que l'Stefan mai no estaria d'acord amb el seu pla, l'Elena jura a la Caroline la seva confidencialitat. En Damon utilitza un nou amic confident perquè l'ajudi a descobrir la finalitat i el poder reals de la pedra de lluna. En Jeremy i la Bonnie coneixen en Luka Martin, un estudiant nou amb una història familiar sorprenent. |    |                       |                  |                                            |                                 |                            |
| |    |                       |                  |                                            |                                 |                            |
| 32 | 10 | El sacrifici          | Ralph Hemecker   | Caroline Dries                             | 2 de desembre de 2010           | 10 d'agost de 2011         |
| L'Elena decideix actuar pel seu propi peu i ofereix un incentiu temptador a la Rose perquè l'ajudi. Tanmateix, quan la situació pren un gir inesperat, la Rose acudeix a en Damon per parlar del pla que l'Elena ha posat en marxa. L'intent esbojarrat d'en Jeremy per ajudar la Bonnie a recuperar la pedra de lluna el fa aterrar en una posició amenaçadora i força l'Stefan a posar la seva pròpia vida en perill. Mentrestant, la Bonnie i en Luka estableixen una connexió més propera, i en Tyler mostra a la Caroline el celler dels Lookwood, on fa un descobriment que els deixa a tots dos esgarrifats. |    |                       |                  |                                            |                                 |                            |
| |    |                       |                  |                                            |                                 |                            |
| 33 | 11 | A la llum de la Lluna | Elizabeth Allen  | Mike Daniels                               | 9 de desembre de 2010           | 17 d'agost de 2011         |
| A mesura que s'acosta la lluna plena, la Caroline ajuda en Tyler a preparar-se per a la transformació que li és impossible aturar. Mentre l'Stefan i la Katherine es fan jocs psicològics l'un a l'altre, en Damon i l'Alaric desconfien quan un desconegut anomenat Jules, apareix a Mystic Falls mentre busca el seu amic desaparegut, Mason. L'Elena se sent frustrada pel punt a què en Jeremy i els seus amics han arribat per salvar-la. La Bonnie i en Luca treballen conjuntament en un encanteri, mentre encara es tenen secrets l'un a l'altre. Finalment, l'Elijah fa una aparició sobtada amb una oferta que ho podria canviar tot. |    |                       |                  |                                            |                                 |                            |
| |    |                       |                  |                                            |                                 |                            |
| 34 | 12 | La davallada          | Marcos Siega     | Elizabeth Craft & Sarah Fain               | 27 de gener de 2011             | 24 d'agost de 2011         |
| L'Stefan té les seves pròpies idees sobre el nou pla de l'Elena per al futur. Mentre en Damon mira de treure la veritat a en Jules, demana a l'Elena que no perdi la Rose de vista, una situació que es torna inesperadament perillosa. La Caroline i en Matt intenten sincerar-se amb els sentiments de l'un per l'altre, mentre que la reacció d'en Tyler amb la generositat de la Caroline se li presenta per sorpresa. D'altra banda, en Damon lluita per amagar els seus sentiments reals quan una crisi de vida o mort l'afecta més del que s'esperava. |    |                       |                  |                                            |                                 |                            |
| |    |                       |                  |                                            |                                 |                            |
| 35 | 13 | Problemes paterns     | Joshua Butler    | Kevin Williamson & Julie Plec              | 3 de febrer de 2011             | 31 d'agost de 2011         |
| El retorn d'en Johnathan Gilbert a Mystic Falls es presenta com una sorpresa desagradable per l'Elena, la Jenna i en Damon. La Caroline informa l'Stefan sobre la seva conversa amb en Tyler, i Stefan fa el possible per donar un cop de mà a un Tyler ple de confusions i de conflictes. En Jeremy consola la Bonnie després de la seva conversa inquietant amb en Jonas. A més, quan en Jules pren un ostatge, la situació es mou ràpidament cap a un enfrontament violent. |    |                       |                  |                                            |                                 |                            |
| |    |                       |                  |                                            |                                 |                            |
| 36 | 14 | Que ve el llop        | David Von Ancken | Brian Young                                | 10 de febrer de 2011            | 7 de setembre de 2011      |
| L'Stefan i l'Elena s'escapen en el que hauria de ser un cap de setmana romàntic a la casa del llac de la família Gilbert, i no s'adonen que els han seguit. La Jenna comença a preocupar-se perquè l'Alaric no és sincer amb ella. En Jules explica la importància de la maledicció del sol i la lluna a en Tyler, però es deixa un detall important. En Damon assisteix a una trobada a la Historical Society per parlar amb l'Elijah, però aquest darrer no deixa anar cap secret. Amb l'ajuda de la Caroline i en Jeremy, la Bonnie utilitza mesures enganyoses per obtenir noves informacions sorprenents d'en Luka. Finalment, en Tyler dona algun consell sobre les relacions al Matt. |    |                       |                  |                                            |                                 |                            |
| |    |                       |                  |                                            |                                 |                            |
| 37 | 15 | El sopar              | Marcos Siega     | Andrew Chambliss                           | 17 de febrer de 2011            | 14 de setembre de 2011     |
| L'Stefan parla a l'Elena sobre l'etapa fosca de la seva història i sobre aquella persona sorprenent la influència de la qual ho va canviar tot. Després de treure-li la veritat al Luka, en Jonas exposa clarament els seus sentiments a la Bonnie i en Jeremy. En un intent d'enxampar desprevingut l'Elijah, en Damon li organitza un sopar amb la Jenna, l'Alaric i l'Andie, però una informació d'última hora desgavella els plans d'en Damon. |    |                       |                  |                                            |                                 |                            |
| |    |                       |                  |                                            |                                 |                            |
| 38 | 16 | La casa d'hostes      | Michael Katleman | Caroline Dries                             | 24 de febrer de 2011            | 21 de setembre de 2011     |
| Els jocs psicològics de la Katherine posen tothom dels nervis, però en Damon, l'Stefan i l'Elena s'adonen que el que la noia sap sobre la història de Mystic Falls els ajudarà a mantenir-se vius. Frustrada per la seva relació amb en Matt, la Caroline troba una nova manera per captar la seva atenció. L'Alaric fa una confessió sorprenent a la Jenna, i la Katherine fa una confessió diferent a en Damon. Mentrestant, l'Stefan i la Bonnie intenten convèncer en Jonas i en Luka que haurien de treballar tots plegats, però la manca de confiança d'en Jonas marca el camí d'un enfrontament violent i ple d'exaltació. |    |                       |                  |                                            |                                 |                            |
| |    |                       |                  |                                            |                                 |                            |
| 39 | 17 | Coneix l'enemic       | Wendey Stanzler  | Mike Daniels                               | 7 d'abril de 2011               | 28 de setembre de 2011     |
| L'Elena i l'Alaric salten tots dos sobre en John quan l'arribada inesperada de l'Isobel deixa la Jenna desolada. La Bonnie treballa amb en Damon i en Jeremy per descobrir l'encanteri que necessitaran per utilitzar el poder dels seus avantpassats, mentre que una Caroline desconsolada no sap què fer amb en Matt. A més, l'Stefan i en Damon s'adonen que tenen una nova arma secreta. |    |                       |                  |                                            |                                 |                            |
| |    |                       |                  |                                            |                                 |                            |
| 40 | 18 | L'últim ball          | John Behring     | Michael Narducci                           | 14 d'abril de 2011              | 5 d'octubre de 2011        |
| Mentre l'institut es prepara per fer una festa dels anys 60, l'Elena comença a rebre missatges inquietants d'en Klaus amb una procedència poc freqüent. La Bonnie intenta tranquil·litzar en Jeremy dient-li que és prou forta per ajudar l'Elena, però un Jeremy preocupat demana consell a l'Stefan. La Caroline convenç en Matt perquè la dugui al ball. A l'espera que en Klaus aparegui al ball, en Damon i l'Alaric hi van d'acompanyants, però en Klaus està immers en un complicat joc que els manté amb els nervis a flor de pell. Finalment, en Damon apareix amb un nou pla d'acció que commociona i desconcerta tothom. |    |                       |                  |                                            |                                 |                            |
| |    |                       |                  |                                            |                                 |                            |
| 41 | 19 | Klaus                 | Joshua Butler    | Kevin Williamson & Julie Plec              | 21 d'abril de 2011              | 12 d'octubre de 2011       |
| L'Stefan i en Damon s'omplen d'ira quan descobreixen que l'Elena els ha desafiat per buscar-se un nou aliat i prendre el control del pla per deixar en Klaus fora de maniobra. El desacord sobre com protegir l'Elena condueix a una tensió en augment entre els germans Salvatore. D'altra banda, l'Stefan fa tot el que és al seu abast per mantenir una Jenna confusa i esgarrifada fora de perill. Salts enrere cap a l'any 1491 posen al descobert com es van conèixer la Katherine, l'Elijah i en Klaus, juntament amb l'origen de la maledicció de la pedra de lluna. A banda d'això, l'Elena coneix nova informació sorprenent sobre els motius d'en Klaus. |    |                       |                  |                                            |                                 |                            |
| |    |                       |                  |                                            |                                 |                            |
| 42 | 20 | L'últim dia           | J. Miller Tobin  | Andrew Chambliss & Brian Young             | 28 d'abril de 2011              | 19 d'octubre de 2011       |
| En Damon està disposat a arribar a extrems extraordinaris per evitar que l'Elena sigui víctima del pla d'en Klaus per trencar la maledicció. Les accions d'en Damon el situen davant d'obstacles terribles amb l'Stefan i la tensió que ha començat a sorgir entre els germans sobre les seves discrepàncies d'opinions sobre com ajudar a salvar la vida de l'Elena explota en un conflicte a escala gegant. En Tyler torna a Mystic Falls després de rebre una trucada inquietant. Amb la lluna plena que marca l'arribada del sacrifici ritual, l'Stefan i l'Elena passen plegats un dia romàntic amb la por que sigui l'últim. |    |                       |                  |                                            |                                 |                            |
| |    |                       |                  |                                            |                                 |                            |
| 43 | 21 | El sol també surt     | Paul M. Sommers  | Caroline Dries & Mike Daniels              | 5 de maig de 2011               | 26 d'octubre de 2011       |
| Amb l'arribada de la lluna plena, l'Elena s'intenta preparar per al que sigui que en Klaus hagi planejat, mentre que en Tyler fa front a la seva segona transformació. Els fets esfereïdors queden ràpidament fora de control, tot i un acte de valor inesperat. Finalment, en Damon admet la veritat a l'Stefan sobre un nou fet terrible al qual han de fer front. |    |                       |                  |                                            |                                 |                            |
| |    |                       |                  |                                            |                                 |                            |
| 44 | 22 | Mentre espero la mort | John Behring     | Turi Meyer & Al Septien & Michael Narducci | 12 de maig de 2011              | 2 de novembre de 2011      |
| En l'episodi de final de temporada, mentre Mystic Falls presenta la projecció d'"Allò que el vent s'endugué" a la plaça de la ciutat, els records d'en Damon per la Katherine l'any 1864 es mesclen amb la realitat de l'Elena actualment. L'Stefan paga un preu personal terrible pel seu intent d'evitar la tragèdia, i la xèrif Forbes comet un error garrafal quan intenta que tothom estigui fora de perill. Més d'una vida està en joc, al mateix temps que les conseqüències del sacrifici ritual arriben a una conclusió horrorosa. |    |                       |                  |                                            |                                 |                            |
| |    |                       |                  |                                            |                                 |                            |

### Tercera temporada
| # | #  | Títol                     | Directors          | Guionistes                                          | Data d'estrena als Estats Units | Data d'estrena a Catalunya |
| 45 | 1  | L'aniversari              | John Behring       | Kevin Williamson & Julie Plec                       | 15 de setembre de 2011          | 10 d'abril de 2012         |
| Avui l'Elena compleix 18 anys, però l'únic que li interessa és trobar pistes per poder localitzar l'Stefan, que es va entregar a en Klaus per salvar el seu germà. |    |                           |                    |                                                     |                                 |                            |
| |    |                           |                    |                                                     |                                 |                            |
| 46 | 2  | L'híbrid                  | Joshua Butler      | Al Septien & Turi Meyer                             | 22 de setembre de 2011          | 17 d'abril de 2012         |
| En Klaus ha engegat un pla que li donarà encara més poder, però tot i la col·laboració d'en Ray, un home llop, les coses no li van tal com s'havia pensat. |    |                           |                    |                                                     |                                 |                            |
| |    |                           |                    |                                                     |                                 |                            |
| 47 | 3  | El final de l'aventura    | Chris Grismer      | Caroline Dries                                      | 29 de setembre de 2011          | 24 d'abril de 2012         |
| Arran d'un somni, en Damon ha sabut que l'Stefan és a Chicago amb en Klaus i ha decidit seguir-li la pista amb l'Elena. |    |                           |                    |                                                     |                                 |                            |
| |    |                           |                    |                                                     |                                 |                            |
| 48 | 4  | Una conducta inquietant   | Wendey Stanzler    | Brian Young                                         | 6 d'octubre de 2011             | 1 de maig de 2012          |
| Encara a Chicago, en Klaus utilitzarà la Gloria, una bruixa que va conèixer fa molt de temps, per aconseguir informació per saber per què no funciona el seu pla. |    |                           |                    |                                                     |                                 |                            |
| |    |                           |                    |                                                     |                                 |                            |
| 49 | 5  | Represàlies               | John Behring       | Michael Narducci                                    | 13 d'octubre de 2011            | 8 de maig de 2012          |
| Malgrat tot el que ha passat, la Caroline està decidida a fer que l'Elena, la Bonnie, en Matt i en Tyler continuïn amb la tradició de fer bromes a tothom abans que comenci el curs a l'institut. |    |                           |                    |                                                     |                                 |                            |
| |    |                           |                    |                                                     |                                 |                            |
| 50 | 6  | Olor d'esperit adolescent | Rob Hardy          | Julie Plec & Caroline Dries                         | 20 d'octubre de 2011            | 15 de maig de 2012         |
| L'Elena, la Caroline, la Bonnie i en Matt, que avui comencen l'últim curs a l'institut, volen fer bo allò de "curs nou, vida nova". La sorpresa apareixerà amb l'arribada d'un nou alumne a la classe d'història de l'Alaric. |    |                           |                    |                                                     |                                 |                            |
| |    |                           |                    |                                                     |                                 |                            |
| 51 | 7  | Un món de fantasmes       | David Jackson      | Rebecca Sonnenshine                                 | 27 d'octubre de 2011            | 22 de maig de 2012         |
| Mentre Mystic Falls es prepara per a la tradicional Nit de la Il·luminació, la ciutat es veu envaïda per un gran nombre d'esperits de vampirs morts. |    |                           |                    |                                                     |                                 |                            |
| |    |                           |                    |                                                     |                                 |                            |
| 52 | 8  | Gent corrent              | J. Miller Tobin    | Nick Wauters & Julie Plec & Caroline Dries          | 3 de novembre de 2011           | 29 de maig de 2012         |
| Amb l'ajuda de l'Elena i la Bonnie, l'Alaric intentarà descobrir el significat del descobriment que acaba de fer del seu passat. |    |                           |                    |                                                     |                                 |                            |
| |    |                           |                    |                                                     |                                 |                            |
| 53 | 9  | El ball de benvinguda     | Joshua Butler      | Evan Bleiweiss                                      | 10 de novembre de 2011          | 5 de juny de 2012          |
| Està tot a punt perquè comenci un Ball de Benvinguda de l'institut que podria suposar la fi del Klaus a mans d'en Mikael, l'assassí de vampirs, però la nit farà un gir ben surrealista quan en Klaus posi en marxa el seu últim pla. |    |                           |                    |                                                     |                                 |                            |
| |    |                           |                    |                                                     |                                 |                            |
| 54 | 10 | El nou tracte             | John Behring       | Michael Narducci                                    | 5 de gener de 2012              | 12 de juny de 2012         |
| L'Stefan ha amagat els taüts dels cossos de la família d'en Klaus, que aviat farà ús de la violència per convèncer en Damon i l'Elena que ningú estarà segur fins que trobi l'Stefan i recuperi la seva família. |    |                           |                    |                                                     |                                 |                            |
| |    |                           |                    |                                                     |                                 |                            |
| 55 | 11 | La nostra ciutat          | Wendey Stanzler    | Rebecca Sonnenshine                                 | 12 de gener de 2012             | 19 de juny de 2012         |
| Tot i que la Carolina no està d'humor per celebrar el seu divuitè aniversari, l'Elena, la Bonnie i en Matt decideixen fer-li una festa sorpresa en un lloc d'allò més insòlit. En Damon i l'Stefan no es posen d'acord pel que fa a en Klaus i l'Stefan decideix arribar a extrems una mica perillosos. En Tyler, d'altra banda, es nega a complir l'última exigència d'en Klaus.                                                 |    |                           |                    |                                                     |                                 |                            |
| |    |                           |                    |                                                     |                                 |                            |
| 56 | 12 | Els llaços que uneixen    | John Dahl          | Brian Young                                         | 19 de gener de 2012             | 26 de juny de 2012         |
| La Bonnie està convençuda que els seus somnis recurrents dels taüts d'en Klaus li acabaran indicant la manera de matar-lo. Els somnis també la duran a retrobar-se amb la seva mare, l'Abby, amb qui fa 15 anys que no es veuen. La doctora Fell, la nova amiga de l'Alaric, cada cop té en Damon més intrigat. I en Klaus continua negociant amb l'Stefan per poder tenir el control dels taüts dels membres de la seva família. |    |                           |                    |                                                     |                                 |                            |
| |    |                           |                    |                                                     |                                 |                            |
| 57 | 13 | Que revisquin els morts   | Jeffrey Hunt       | Turi Meyer & Al Septien                             | 2 de febrer de 2012             | 3 de juliol de 2012        |
| La xèrif Forbes explica de manera extraoficial a l'Alaric i a l'Elena que l'arma que van fer servir per assassinar el metge forense va ser una estaca i que l'hi van clavar al cor. Els germans Salvatore continuen amb el seu pla per acabar amb en Klaus, que avui organitza una festa on revelarà més coses del passat violent de la seva família. La festa s'acabarà amb l'arribada d'un convidat inesperat.                  |    |                           |                    |                                                     |                                 |                            |
| |    |                           |                    |                                                     |                                 |                            |
| 58 | 14 | Amistats perilloses       | Chris Grismer      | Caroline Dries                                      | 9 de febrer de 2012             | 10 de juliol de 2012       |
| L'Elena rep una invitació per anar a un ball a la mansió d'en Klaus. L'Stefan i en Damon no es pensen perdre una oportunitat tan temptadora. La Caroline, que també hi està convidada, descobrirà un vessant d'en Klaus que no hauria sospitat mai ningú. D'altra banda, l'Elena s'assabentarà d'un pla que podria acabar amb un munt de morts i haurà de decidir què en fa, de la informació, i en qui pot confiar.              |    |                           |                    |                                                     |                                 |                            |
| |    |                           |                    |                                                     |                                 |                            |
| 59 | 15 | Tots els meus fills       | Pascal Verschooris | Evan Bleiweiss & Michael Narducci                   | 16 de febrer de 2012            | 17 de juliol de 2012       |
| Atrapades pel destí de les bruixes Bennett, la Bonnie i l'Abby hauran d'assistir a un ritual per tornar la pau als esperits de la natura. D'altra banda, l'ultimàtum que l'Elijah dona a l'Stefan i a en Damon posa en perill la vida de l'Elena. La salvació la tenen l'Alaric i la Meredith, amb un pla que els obligarà a prendre una decisió terrible.                                                                        |    |                           |                    |                                                     |                                 |                            |
| |    |                           |                    |                                                     |                                 |                            |
| 60 | 16 | 1912                      | John Behring       | Julie Plec & Elisabeth R. Finch                     | 15 de març de 2012              | 24 de juliol de 2012       |
| Els assassinats que hi ha a Mystic Falls fan que en Damon recordi una sèrie de delictes que van passar ara fa un segle. També recordarà la Sage, una vampira que li va ensenyar una altra manera d'existir. D'altra banda, la xèrif Forbes avisa en Damon que no es fiqui en les seves investigacions, però ell està convençut que va darrere del sospitós equivocat.                                                             |    |                           |                    |                                                     |                                 |                            |
| |    |                           |                    |                                                     |                                 |                            |
| 61 | 17 | Endavant les atxes!       | Lance Anderson     | Rebecca Sonnenshine                                 | 22 de març de 2012              | 31 de juliol de 2012       |
| Un segle després de la seva primera trobada, en Damon i la Sage tornen a coincidir a la cerimònia de la restauració del Pont de Wickery i la vampira li explica el sorprenent motiu de la seva tornada, però també l'ajuda a trobar una manera ben insòlita de descobrir els plans de la Rebekah. D'altra banda, en Damon també descobreix que l'Stefan té una arma que li permetria matar originals.                             |    |                           |                    |                                                     |                                 |                            |
| |    |                           |                    |                                                     |                                 |                            |
| 62 | 18 | Quan en mates un          | J. Miller Tobin    | Caroline Dries                                      | 29 de març de 2012              | 7 d'agost de 2012          |
| En Damon i l'Stefan es concentren en un nou projecte que els permetrà matar en Klaus amb l'ajuda de l'Elena, la Caroline i en Matt. D'altra banda, en Klaus i la Rebekah convencen en Finn perquè col·labori amb ells, però la Rebekah està més centrada en el seu pla brutal per venjar-se d'en Damon. L'enfrontament entre l'Stefan i en Klaus no es fa esperar.                                                                |    |                           |                    |                                                     |                                 |                            |
| |    |                           |                    |                                                     |                                 |                            |
| 63 | 19 | El cor de les tenebres    | Chris Grismer      | Brian Young & Evan Bleiweiss                        | 19 d'abril de 2012              | 14 d'agost de 2012         |
| L'Elena i en Damon vetllen junts per la seguretat d'en Jeremy a Denver i miren d'aprofitar les seves habilitats especials per aconseguir la informació que els falta sobre les línies de sang dels vampirs. L'Stefan i en Klaus arriben a extrems inesperats per localitzar l'arma desapareguda. La Caroline està encantada amb la tornada d'en Tyler, que de seguida sospita que alguna n'ha passat entre ella i en Klaus.       |    |                           |                    |                                                     |                                 |                            |
| |    |                           |                    |                                                     |                                 |                            |
| 64 | 20 | No entris a poc a poc     | Joshua Butler      | Michael Narducci                                    | 26 d'abril de 2012              | 21 d'agost de 2012         |
| Mentre en Damon i la Meredith decideixen quin ha de ser el pròxim pas que han de fer, l'Alaric troba un aliat inesperat que l'ajudarà a avançar pel perillós camí que ha pres. Durant el ball de la dècada dels 20, en Damon i l'Stefan s'adonen que han d'ajudar en Matt, en Jeremy i la Bonnie a desfer un conjur que podria ser devastador per tothom.                                                                         |    |                           |                    |                                                     |                                 |                            |
| |    |                           |                    |                                                     |                                 |                            |
| 65 | 21 | Abans del vespre          | Chris Grismer      | Charlie Charbonneau & Daphne Miles & Caroline Dries | 3 de maig de 2012               | 28 d'agost de 2012         |
| En Klaus, que té intenció d'anar-se'n de la ciutat amb l'Elena, es troba amb un nou enemic d'allò més sorprenent. Però per sorpresa, la conversa que tenen en Damon i l'Stefan parlant del futur! D'altra banda, la Caroline decideix protegir l'Elena, i en Damon i l'Stefan aconsegueixen que en Tyler col·labori amb ells. |    |                           |                    |                                                     |                                 |                            |
| |    |                           |                    |                                                     |                                 |                            |
| 66 | 22 | Els difunts               | John Behring       | Brett Matthews & Elisabeth R. Finch & Julie Plec    | 10 de maig de 2012              | 4 de setembre de 2012      |
| En Jeremy, decidit a protegir la seva germana, prendrà una decisió que farà que tot canviï de manera radical. En Damon i l'Stefan decideixen anar-se'n junts de Mystic Falls per emprendre una missió, però acaben separant-se per culpa de l'Elena. La Caroline i en Tyler es veuen obligats a prendre una decisió que els canviarà la vida, i la Bonnie fa un tracte secret que té conseqüències angoixants.                    |    |                           |                    |                                                     |                                 |                            |
| |    |                           |                    |                                                     |                                 |                            |